# I Got Rhythm
"I Got Rhythm" es una canción compuesta por George Gershwin, con letra de su hermano Ira Gershwin, y publicada en 1930, que se ha convertido en un estándar de jazz.  Su progresión de acordes (rhythm changes) es la base para otras muchas composiciones de jazz, como el tema de Charlie Parker y Dizzy Gillespie, "Anthropology (Thrivin' From a Riff)".
La canción se compuso para el musical Girl Crazy, que también incluía otros temas que se convirtieron en estándares, como  "Embraceable You" o "But Not For Me", y ha sido interpretada por un gran número de artistas de jazz. Fue escrita originalmente como una canción en tempo lento para Treasure Girl (1928) y más tarde incorporada a Girl Crazy. Ethel Merman cantó la canción en la producción original de Broadway. La canción se convirtió en parte importante de la banda sonora de la película musical de 1951, Un americano en París, interpretada por Gene Kelly, que la bailaba además en claqué.

## Estructura musical
La melodía de la canción, originalmente en Re bemol mayor, usa cuatro notas de la escala pentatónica de cinco notas, primero en ascendente, después en descendente. Rítmicamente, uno de los aspectos interesantes de la canción es que se mantiene oculto el pulso principal, con las tres frases que comienzan con "I got..." sincopadas, apareciendo un acento tras el primer acorde, mientras que la cuarta frase ("Who could...") se precipita. La canción tiene la estructura clásica AABA.
Su progresión de acordes, conocida como "rhythm changes", se usó después para un gran número de composiciones de jazz. La canción fue más tarde revisada y ampliada por el propio Gershwin, incluyéndola dentro de su composición de música clásica, Variations on "I Got Rhythm", de 1934.

## Versiones destacadas
- Bill Evans & Bob Brookmeyer
- Benny Goodman
- Judy Garland
- Bing Crosby con Peggy Lee
- The Happenings
- Ernestine Anderson
- Fred Astaire
- Don Byas y Slam Stewart (1945)
- Django Reinhardt
- Ella Fitzgerald en Ella Fitzgerald Sings the George and Ira Gershwin Songbook (1959)
- Rita Reys (1961)
- Gene Kelly
- Ethel Merman (varias veces)[2]
- The Residents (1986)
- Barbra Streisand[3]
- Martin Taylor
- Hiromi Uehara
- Mike Oldfield (1979) Platinum Álbum. Virgin records
- Wendi Williams & Bill Elliott Swing Orchestra, grabada para la banda sonora de Introducing Dorothy Dandridge (1999)
- Ethel Waters
- Brian Wilson, en su álbum Brian Wilson Reimagines Gershwin (2010).
- Jovanotti, para el recopilatorio Red Hot + Rhapsody
- Mike Oldfield, en su álbum Platinum (1979)
- Lena Horne con Q-Tip
- Tony Glausi, versión instrumental en su álbum My Favorite Tunes (2020)[4]